# 森信三
森 信三（もり のぶぞう、1896年（明治29年）9月23日 - 1992年（平成4年）11月21日）は、日本の哲学者・教育者。通称、しんぞう。

## 来歴
愛知県知多郡武豊町で父・端山（はしやま）俊太郎、母・はつの三男として生まれる。2歳で半田町（現・半田市岩滑地区）の森家に養子に出され、以来森姓となる。
1907年（明治40年）、半田町立岩滑尋常小学校（現・半田市立岩滑小学校）卒業。1916年（大正5年）、愛知県第一師範学校（現・愛知教育大学）卒業。1920年（大正9年）、広島高等師範学校英語科に入学、福島政雄・西晋一郎に学ぶ。1923年（大正12年）、京都帝国大学文学部哲学科に入学し、主任教授西田幾多郎の教えを受ける。卒業後は同大学院に籍を置きつつ、天王寺師範学校（現：大阪教育大学）の専攻科講師となる。1939年（昭和14年）、旧満州の建国大学に赴任するが、敗戦後の1946年（昭和21年）に帰国。1947年（昭和22年）、個人雑誌「開顕」を創刊。1953年（昭和28年）、神戸大学教育学部教授に就任。同大学退官後の1965年（昭和40年）には神戸海星女子学院大学教授に就任。1975年（昭和50年）、「実践人の家」建設。
1992年（平成4年）11月21日、死去。96歳没。

### 半田市の「立腰（りつよう）教育」
半田市では森の死をきっかけに、竹内弘市長と市教委教育長が中心となり、1994年（平成6年）4月から半田市立宮池幼稚園、半田市立花園小学校、半田市立横川小学校、半田市立半田中学校の1園3校を研究指定校とし、9つの小中学校で「立腰（りつよう）教育」が開始された。この教育法は森が「常に腰骨をシャンと立てること、これ人間に性根の入る極秘伝なり」と説いたことに由来する。
同年6月13日、森は半田市名誉市民に選出された。それから数年の間に立腰教育は全ての市立幼稚園、小学校、中学校で採用されることとなった。小学校では朝会に「立腰タイム」を設け、全校一斉に児童が正座や腰を伸ばす姿勢をとったり、瞑想を行ったりした。また、「腰骨を立てよう」という看板が市内各地に設置された。
ところが1996年（平成8年）4月3日、森の思想信条を問題視した知多地方教職員労働組合が、「立腰教育を中止するよう指導する」ことを求める申し入れ書を竹内市長と市教委教育長に提出した。同組合は申し入れ書で「森氏は『わが国の亡国の兆しは女性の変質に始まり、それは男女共学制に起因している』と述べ、戦後民主主義教育の根幹である共学制を否定している」と前書きし、同年8月に予定されている森の顕彰大会の取りやめ、憲法・教育基本法の理念に反する立腰教育の中止を求めた。同年7月8日には市民団体も立腰教育と大会の中止を求める申し入れ書を提出したが、市側はこれを跳ねのけ、8月9日から半田市福祉文化会館で生誕100年記念全国大会を開催した。

## 人物
- 半田市内にある新美南吉記念館の一室には森信三記念室が設けられていたが、2013年4月からは半田市立博物館に新設された郷土の文化人コーナーにて紹介されている。
- 「人生二度なし」の真理を根本信条とし、「全一学」という学問を提唱した。「全一学」とは、「東西の世界観の切点を希求するもの」「宇宙間に遍満する絶対的全一生命の自証の学」「世界観と人生観との統一の学」など12項目以上の定義にもとづくもので、要約すると「宇宙の哲理と人間の生き方を探求する学問」となる。森はこれらの思想をもとに全国各地で講演を行なうとともに自ら実践を重ね、日本民族再生に大きく働きかけた。
- 森の理論は実践から生まれた具体的なものが主で、「立腰」論はその最たる例の一つである。「立腰」論とは「腰を立てる」の意で、森はこれを「人間に性根を入れる極秘伝」としている。
- 戦後、帰国した際に他人が読みやすいという理由から「信三」を「しんぞう」と読ませた。
- 1943年7月2日、京都府立盲学校での盲人に対する講話において「あなた方は少年航空兵にもなれず、潜水艦にも乗れず、直接召に応じて出征することが出来ない身の上であります。敵と体当たりをして散ってゆく同年輩の青年。そうした人々と自分とを引き比べてみて、目の不自由から来る身の至らなさに思いを致されなければなるまい」と述べていた[7]。

## 著作
- 哲学敍説 六星館 1931年
- 神・人及国家 森信三 文莫会 1933年 ガリバン刷り
- 修身教授の根本問題 斯道會編 プリント社 1935年
- 忠孝の真理 目黒書店 1935年
- 森先生 修身教授録 全5巻 斯道會編 同志同行社 1940年〜1942年
- 学問方法論 古今書院 1942年
- 興亜教育論 森信三 同志同行社 1943年

戦後
- 国と共に甦へる 開顕社 1948年
- われら如何に生くべきか 開顕社 1948年
- 歌集 國あらたまる 開顯社 1949年
- 新しき女性の歩み　国と共に歩むもの4 開顕社 1949年
- 私はわが子をこうして育てた（親と子」叢書第一編）開顕社 1950年
- 人及び女教師として 開顕社 1951年
- 教育的世界 実践社 1956年
- 道徳教育論 実践社 1958年
- 道徳教育の実践のために 上下巻 実践社 1958年
- 青年に語る日本の方向ー二宮尊徳と毛沢東に学ぶ新しい進路 文理書院 1958年
- 国民教育者のために 実践社 1959年
- これからの家庭教育 実践社 1961年
- 女教師のために 実践社 1963年
- 人間形成の論理　-教育哲学的考察- 実践社 1963年
- 人間の思考と教育 実践社 1964年
- 森信三全集 全25巻 実践社 1965年〜1968年
- 森信三選集 全8巻 実践社 1968年
- 森信三著作集 全10巻 実践社 1971年
- 森信三全集続編 全8巻 実践社 1983年
- 森信三講演集 全2巻 実践社 1987年

出版元の実践社は、森の子息が会社勤めを辞めて、父のために始めたもの。自費出版である。1972年、長男惟彦の急死（41歳）により解散。
- 修身教授録―現代に甦る人間学の要諦 致知出版社
- 人生二度なし 致知出版社
- 人生二度なし（働く青年のための人生論）文理書院
- 修身教授録一日一言 致知出版社
- 森信三一日一語 致知出版社
- 森信三 魂の言葉 PHP研究所 ISBN 978-4569642628
- 一つ一つの小石をつんで (社)実践人の家
- 幻の講話（全5巻）（社）実践人の家
- 女性のための「修身教授録」致知出版社
- 家庭教育の心得21 致知出版社

個人雑誌
- 月刊誌「開顕」創刊 1947年〜 1956年終刊
- 月刊誌「実践人」創刊 1956年

## 関連人物等
- 西田幾多郎
- 西晋一郎
- 芦田恵之助
- 新井奥邃
- 東井義雄
- 宮本常一
- 坂村真民
- 長田新
- 作田荘一
- 河上肇
- 福田與